# Clesly Evandro Guimarães
Clesly Evandro Guimarães (Barra Bonita, 28 april 1975), ook wel kortweg Kelly genoemd, is een voormalig Braziliaans voetballer.